# کلاه‌مخملی (فیلم)
کلاه‌مخملی فیلمی به کارگردانی اسماعیل کوشان و نویسندگی مهدی سهیلی محصول سال ۱۳۴۱ است.

## خلاصه داستان
جاهلی کلاه‌مخملی از زندان آزاد می‌شود و با خود عهد می‌کند که اطراف کارهای خلاف نگردد و آدم سر به راهی باشد......

## بازیگران
- ناصر ملک‌مطیعی
- سهیلا
- جواد تقدسی
- منصور سپهرنیا
- سیما
- مسعود زادگان
- توروس
- گرگین کیایی
- آزاد
- رحمانی
- مازوجی
- عزیزه